# Breslauilla
Breslauilla är ett släkte av plattmaskar. Breslauilla ingår i familjen Graffillidae.
Släktet innehåller bara arten Breslauilla relicta.